# Грек-перекладач
«Грек-перекладач» (англ. The Adventure of the Greek Interpreter) — твір із серії «Спогади Шерлока Холмса» шотландського письменника Артура Конана Дойла. Вперше опубліковано Strand Magazine у 1893 році. У цьому оповіданні вперше з'являється Майкрофт Холмс.

## Сюжет

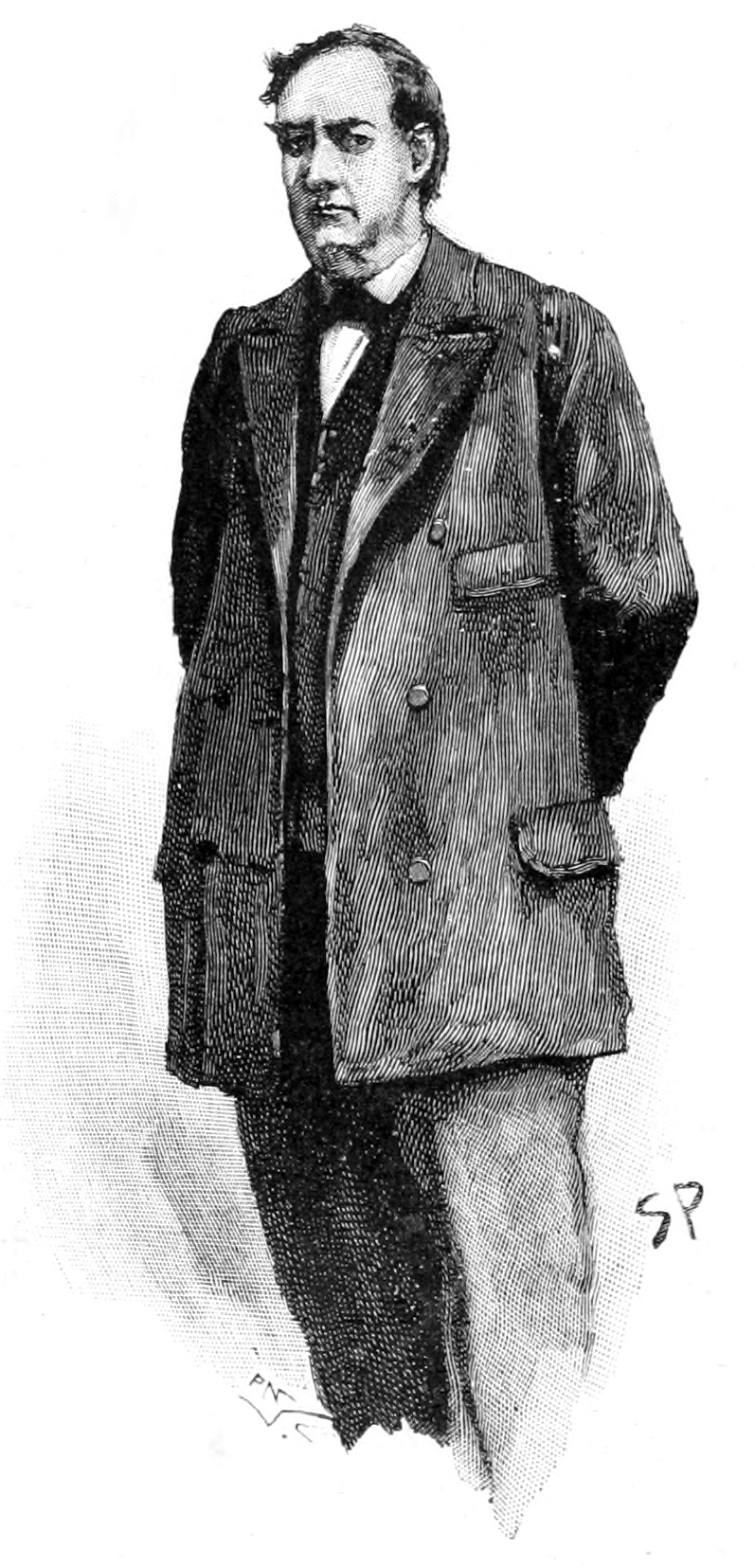
Майкрофт Холмс

Шерлок Холмс знайомить доктора Вотсона зі своїм старшим братом Майкрофтом. Він зазначає, що інтелектуальні можливості брата перевершують його, але Майкрофт лінивий і рідко використовує свої вміння.
Майкрофт повідомляє про те, що розказав йому пан Мелас, грецький перекладач. Одного вечора Меласа покликав деякий Гарольд Латімер, який пропонує йому вирішити деякі ділові питання. Вони їхали в кареті з заклеєними вікнами. Латімер сказав, щоб Мелас нікому не розповідав про все, що він побачить та почує, погрожуючи кийком.
Через приблизно дві години вони приїхали до потрібного будинку. Мелас помітив, що будинок великий та погано освітлений. У будинку був деякий джентльмен, який постійно реготав, на ім'я Вілсон Кемп.
У кімнати привели чоловіка південної зовнішності. Він був худим та виснаженим і з заклеєним ротом. Усе, що потрібно зловмисникам, це те, щоб Мелас перекладав їхню розмови з чоловіком. Їхня мета була примусити грека підписати певні папери. Зрозумівши, що викрадачі зовсім не розуміють грецьку мову, він крім ділового діалогу дізнався у чоловіка, що його звати Пол Кратідес, він прибув до Лондона три тижні тому. Тут його тримають, морючи голодом.
У будинку була жінка, яка побачивши полоненого викрикнула його ім'я: «Пол», на що він, знімаючи пов'язку з роту вигукнув: «Софі». Вони вели один одного, наче не чекали побачити одне одного.
Меласа знову довго везли назад, після чого він пішов до клубу «Діоген», де й розповів цю історію Майкрофту Холмсу.
Шерлок і Майкрофт Холмс з Вотсоном направляються до непривітного будинку. Вони знаходять там зв'язаних Кратідеса та Меліса. У кімнаті палало вугілля, та було чути запах газу. Кратідес був вже мертвим, Меліса від смерті врятував Вотсон.
Як виявилося Кратідес зв'язався з друзями Софі, яка була, до речі, його сестрою. У Греції була несприятлива ситуація для Софі та Латімера. Пол поїхав до Лондона, де був спійманий Латімером, який примушував підписати документи, які давала право розпоряджатися майном сестри.
Через певний час після цієї історії надходить звістка, що Латімер та Кемп знайдені зарізаними. В офіційному повідомленні говориться, що вони загинула під час певних розбирань між собою, на що Холмс думає, що це Софі помстилася за свого брата.